# Wilfred Monod
William Frédéric (Wilfred) Monod, född 1867, död 1943, var en fransk teolog. Han var sonson till Frédéric Monod.
Monod var professor i praktisk teologi vid den protestantiska teologiska fakulteten i Paris, president i Union des églises réformées, en av ledarna för den evangelisk-sociala rörelsen i Frankrike och för de kyrkliga enhetssträvandena.